# Codognan
Codognan is een gemeente in het Franse departement Gard (regio Occitanie). De plaats maakt deel uit van het arrondissement Nîmes. Codognan telde op 1 januari 2022 2.518 inwoners.

## Geografie
De oppervlakte van Codognan bedroeg op 1 januari 2022 4,65 vierkante kilometer; de bevolkingsdichtheid was toen 541,5 inwoners per km².

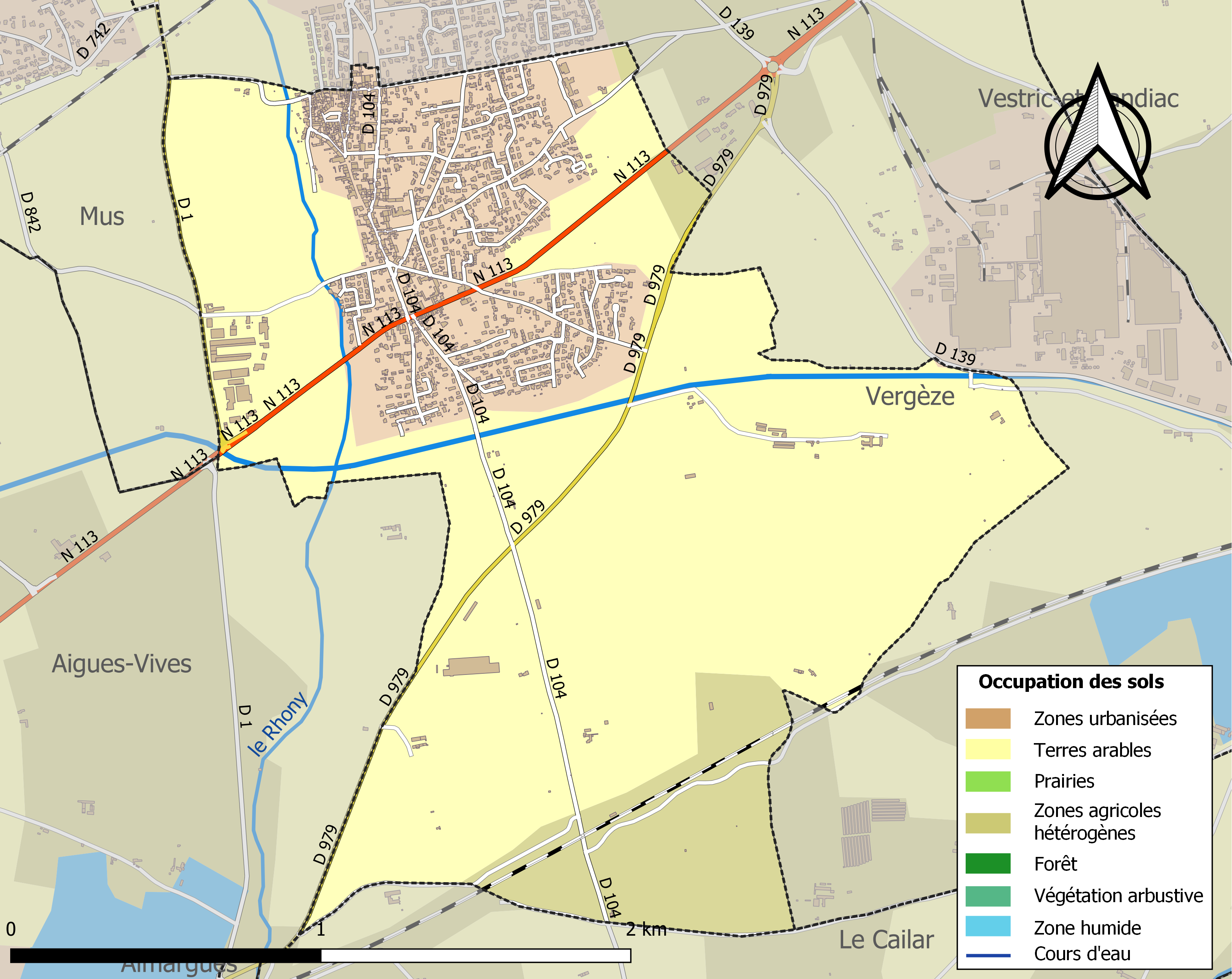
Kaart van de gemeente met belangrijkste infrastructuur, bodemgebruik en omliggende gemeenten

## Verkeer
Het spoorwegstation Station Vergèze - Codognan ligt in de aanpalende gemeente Vergèze.

## Demografie
Onderstaande figuur toont het verloop van het inwonertal (bron: INSEE-tellingen).